# North Island (ö i Kenya)
North Island är en ö i Kenya. Den ligger i den nordvästra delen av landet, 600 km norr om huvudstaden Nairobi.